# Western Sydney Airport
Le Western Sydney Airport appelé aussi Nancy-Bird Walton Airport est un aéroport en construction pour la desserte de la ville de Sydney en Australie. 

## Projet

### Description

Plan de l'aéroport 2026

La construction de l'aéroport international de Nancy Bird Walton (pionnière australienne de l'aviation) est en cours et celui-ci devrait commencer à fonctionner en 2026. L'aéroport est un projet d'infrastructure de transformation qui générera une activité économique, offrira des possibilités d'emploi plus près de chez soi pour les habitants de la région de l'ouest de Sydney et répondra aux besoins croissants de Sydney en matière d'aviation. 
Le gouvernement australien a investi jusqu'à 5,3 milliards de dollars en capitaux propres pour livrer l'aéroport par l'intermédiaire d'une entreprise publique nommée Western Sydney Airport.
L'aéroport sera un aéroport à service complet fonctionnant 24h/24, offrant des liaisons nationales et internationales et le transport de marchandises.
Des milliers d'emplois et d'opportunités pour les entreprises locales devraient être créés cinq ans après l'ouverture de l'aéroport (près de 28 000 emplois directs et indirects d'ici 2031).
Une évaluation environnementale approfondie a été faite des mesures qui permettront d'atténuer et de gérer les effets de la construction et de l'exploitation de l'aéroport sur les collectivités environnantes.

### Échéance
Les premières études datent de 2013. Le début des travaux a été fixé le 24 septembre 2018.
L'aéroport devrait être opérationnel à partir de 2026.

### Capacité
L'aéroport est prévu pour 10 millions de passagers au départ pour aller à terme jusqu'à 80 millions de passagers.

### Situation
Il se situe dans la commune de Liverpool, à 50 km du centre-ville de Sydney.

### Objectifs
Le but est de soulager l'aéroport Kingsford-Smith existant et d'offrir une capacité de développement aéroportuaire à Sydney. Un projet de développement autour de l'aéroport est également prévu.